# شبح (فلم 2020)
شبح Ghost- فيلم رعب إماراتي، إنتاج عام 2020م، تم عرضه في مارس 2022م، من تأليف وإخراج: عامر سالمين المري.

## قصة الفيلم وأحداثه
تدور أحداث الفيلم في إطار رعب وتشويق وغموض اجتماعي حول صراعًا عائليًا حول إرث قديم، وتدور حول جدة تطلب اجتماع كل أفراد عائلتها، في بيت العائلة الكبير قبل الموافقة على بيعه، وبانتقال الأبناء من أبوظبي إلى بيت العائلة، يواجهون العديد من الأحداث الغامضة، حيث يحاول «أبو حارب» الذي يجسد دوره عبدالله الجنيبي، اكتشاف ما حدث في الماضي لعائلته؛ حتى يتمكن من فك اللغز، ومعرفة أسباب الظواهر الخارقة للطبيعة التي يشاهدها وأفراد أسرته منذ دخولهم بيت العائلة.

## طاقم العمل
شارك في الفيلم الإماراتي" شبح" مجموعة كبيرة من الممثلين، نذكر منهم:
- آلاء شاكر، ممثلة عراقية، مواليد 1977م.
- جيلالي بوجمعة، ممثل جزائري، حائز على جوائز عدة.
- مريم سلطان، ممثلة ومخرجة إماراتية، مواليد 1948م.
- خالد النعيمي، ممثل إماراتي.
- أحمد شعيب، ممثل سعودي، مواليد 1981م
- حميد العوضي، ممثل ومخرج إماراتي.
- عبدالله الجنيبي، مخرج وممثل إماراتي، مواليد 1970م
- مايد البلوشي، ممثل كويتي، مواليد 1992م
- سيف الثوجلي
- رحاب المهيري
- لبنى الحسن
- كانو الكندي
- راسم الذهب

## حول الفيلم
- قامت شركة two four54 بدعم لشركة “سينما فيجن فيلمز” في الفيلم الإماراتي “شبح” للمخرج الإماراتي عامر سالمين المري الحائز على العديد من الجوائز حيث استغرق تصوير الفيلم 30 يوماً في مواقع التصوير الخارجية التابعة لـ twofour54 والحائزة على العديد من الجوائز العالمية، وفي مواقع أخرى بمدينة أبوظبي ومدينة العين. كما استفاد الفيلم من مرافق twofour54 الحديثة والبنية التحتية المتطوّرة وذلك من خلال استخدام مرافق ما بعد الإنتاج لتصحيح الألوان ومونتاج الصوت.[4]
- أن تصوير الفيلم تم في منطقة «كيزاد» التابعة لـ «tow four54»، في القصر الذي تم تصوير مشاهد من الفيلم الهندي «تايجر زيندا»، لافتاً إلى أن المبنى بما فيه من تفاصيل غنية أثرى الفيلم بشكل واضح ، حيث قام بتغيير بعض الأحداث للاستفادة من المبنى بأفضل شكل ممكن.[5]
- فيلم “شبح” تجربة سينمائية إماراتية فريدة من نوعها ، من حيث المضمون والقصة والآداء التمثيلي ، وكذلك الإخراج والتقنيات الفنية والتصويرية ، لاسيما أن أحداثه تعتمد على الغموض والتشويق في قالب من الرعب.[5]
- كان من المقرر عرض الفيلم في 2020م ، ولكن نظرًا للظروف التي كانت تمر بها البلاد والعالم أجمع من تداعيات فيروس كورونا ، تم تأجيل عرض الفيلم حتي 2022م.[6]

## روابط خارجية
- فيلم شبح 2020 علي موقع قاعدة بيانات الأفلام العربية.
- فيلم شبح الإماراتي على موقع IDMB (بالإنجليزية)